# ロブ・ヴァン・ダム
ロブ・ヴァン・ダム（Rob Van Dam、1970年12月18日 - ）は、アメリカ合衆国の男性プロレスラー。ミシガン州バトルクリーク出身。本名、ロバート・ザットコウスキー（Robert Alexander Szatkowski）。頭文字を取ってRVDの愛称で知られる。
また選手紹介や勝利者紹介などで自分の名前がコールされる（または自分でコールする）際に、両手の親指で自身を指差すポーズは非常にポピュラーであり、ファンからはその動きに合わせて"Rob Van Dam（またはRVD）"のチャント（コール、掛け声）の大合唱が起きる。

## 来歴

### キャリア初期
デトロイトでザ・シークのコーチを受け、1990年にプロレスラーデビューを果たす。
1991年、USWA（United States Wrestling Association）やICWA（International Championship Wrestling Alliance）などインディー団体に参戦し、12月にはジャン＝クロード・ヴァン・ダムの容姿やアクションが似ていたことからロン・スリンカーから現在でも使用しているロブ・ヴァン・ダム（Rob Van Dam）のリングネームを与えられる。
1992年、WCWと契約を交わし入団。ロビーV（Robby V）のリングネームで活動し、1993年1月11日にパット・ローズとのシングルマッチでデビューし、勝利した。1993年には全日本プロレスに参戦するため初来日。全日本プロレスに常連参戦している外国人レスラーたちと組んで出場するも結果を出す事ができずに帰国した。WCW復帰後はハウスショーでの出場が中心となり、1994年に解雇となった。
WCW解雇後、リングネームをロブ・ヴァン・ダムへと戻してNWC（National Wrestling Conference）、ASW（All-Star Wrestling）に参戦する一方で、全日本プロレスの常連として定期参戦。1995年10月1日には世界ジュニアヘビー級王座を保持するダニー・クロファットに挑戦するチャンスを与えられるが、ベルトを奪取するに至らなかった。11月には世界最強タッグ決定リーグ戦にジョニー・スミスと組んでエントリーするも2点という結果に終わっている。

### ECW
1996年、ロブ・ヴァン・ダムの知名度を全米中に広めるきっかけとなるハードコア・レスリングを信条とする団体であるECWに参戦。1月5日のイベント、House Partyにてトップレスラーであるアクセル・ロッテンを相手にデビュー戦を行い金星を得た。同月27日、サブゥーとのシングルマッチで反則負けとなるが、サブゥーを尊敬するようになり、ライバルでありながら師弟関係を築く事になる。5月11日、A Matter of Respect 1996でビル・アルフォンソをマネージャーに従え、リスペクトマッチと題してサブゥーとシングルマッチを行い師匠超えを果たすと同時にヒールターンし、抗争へと展開。
9月13日、Unlucky Lotteryにてサブゥーとの直接対決にて敗戦となるが、試合後にお互いを認め合いタッグを結成。ECW世界タッグ王座を巡ってイリミネーターズ（ジョン・クローナス & ペリー・サターン）、ギャングスターズ（ニュー・ジャック & ムスタファ・サイード）と3Wayマッチやデスマッチなどで争うがベルトを奪取するに至らなかった。
1997年1月、サブゥーと共に全日本プロレスに参戦。空中戦を存分に行って観客を魅了。連勝する活躍を見せて25日にはアジアタッグ王座を保持する大森隆男 & 秋山準に挑戦するが敗戦となった。
5月にはWWFへと未契約ながらも参戦し、ジェリー・ローラーとのタッグで活躍。6月16日にはWWF世界タッグ王座トーナメント決勝にてザ・ヘッドバンガーズ（モッシュ & スラッシャー）と対戦するが敗戦した。
1998年4月4日、ECW世界TV王座を保持するバンバン・ビガロから勝利してECWでの初の王座戴冠を果たす。このベルトに関しては故障する2000年3月まで23か月間保持する記録を樹立。6月27日にはサブゥーとのタッグでクリス・キャンディード & ランス・ストームからECW世界タッグ王座を奪取して二冠王になる。10月24日にはダッドリー・ボーイズ（ババ・レイ・ダッドリー & ディーボン・ダッドリー）からECW世界タッグ王座を奪われるが、12月13日に日本の後楽園ホールで開催されたECW & FMWの共同イベントにて奪い返し、2度目の戴冠となった。
1999年以降、ECW世界TV王座を死守し続けていたが2000年3月に負傷欠場して王座を返還。5月に復帰してからは王座戦線には絡まかったもののストーリーラインを中心にECWを支え続け、2001年1月13日、Guilty As Charged 2001のジェリー・リンとのシングルマッチを最後にECWは崩壊を迎えた。

### WWF / WWE
2001年、ECW崩壊後の2月には全日本プロレスにスポット参戦し、7月よりWWFと契約を交わし入団。WCWとECWの連合軍、アライアンスの一員としてヒールでの活動であったが、レスリングスタイルが観客から支持されて人気は高かった。ECWでの経験もあってかWWEハードコア王座で大活躍し、アライアンスの中心人物の一人として11月18日のPPV、Survivor Series 2001では最終決戦となるエリミネーションマッチの5人のうちの一人として選ばれた。
アライアンス崩壊後、ベビーフェイスに転向。RAWとSmackDown!へとブランドを分割してRAWに所属し、IC王座として長期保持した。2004年3月21日にはドラフトでSmackDown!に移籍し、当時のパートナーのブッカーTと共に移籍したがブッカーTはSmackDown!に馴染めなかったという理由からヒールターンし、一時抗争をする。2005年1月27日には膝の手術を行い長期欠場する事になる。
6月12日、元ECW関係者が参加して行われたWWE主催のPPV、WWE ECW's One Night Standにマイクパフォーマンスに登場。ただし、このパフォーマンスは後の抗争となる伏線となっていて、話している最中にライノから襲撃され、サブゥーから助けられた。ライノ vs サブゥーの試合において、ロブ・ヴァン・ダムがサブゥーの勝利をアシストしている。
2005年6月27日、RAWへと再移籍。約1年間のブランクを経て、2006年1月29日、Royal Rumble 2006にてロイヤルランブルマッチに20番目として登場した。
4月2日、WrestleMania 22ではマネー・イン・ザ・バンク・ラダー・マッチに出場して勝利し、1年間の王座挑戦権を獲得した。6月11日、ECW's One Night Stand 2006にてWWE王者であるジョン・シナを相手に権利を行使し、エッジやポール・ヘイマンの介入に助けられ、最後にはエッジのスピアーからファイブスター・フロッグスプラッシュを決めてベルトを奪取した。6月13日、復活したECWにて、ポール・ヘイマンからECW世界ヘビー級王座を贈呈された。しかし、7月2日に違法薬物所持でサブゥーと共に逮捕された事を受けて翌3日のRAWでエッジに敗れてWWE王座を失い、さらにその翌4日のECWでもヘイマンの裏切りによりビッグ・ショーからECW世界ヘビー級王座を奪われてしまった。以降、WWEが30日間の謹慎処分を発表した。

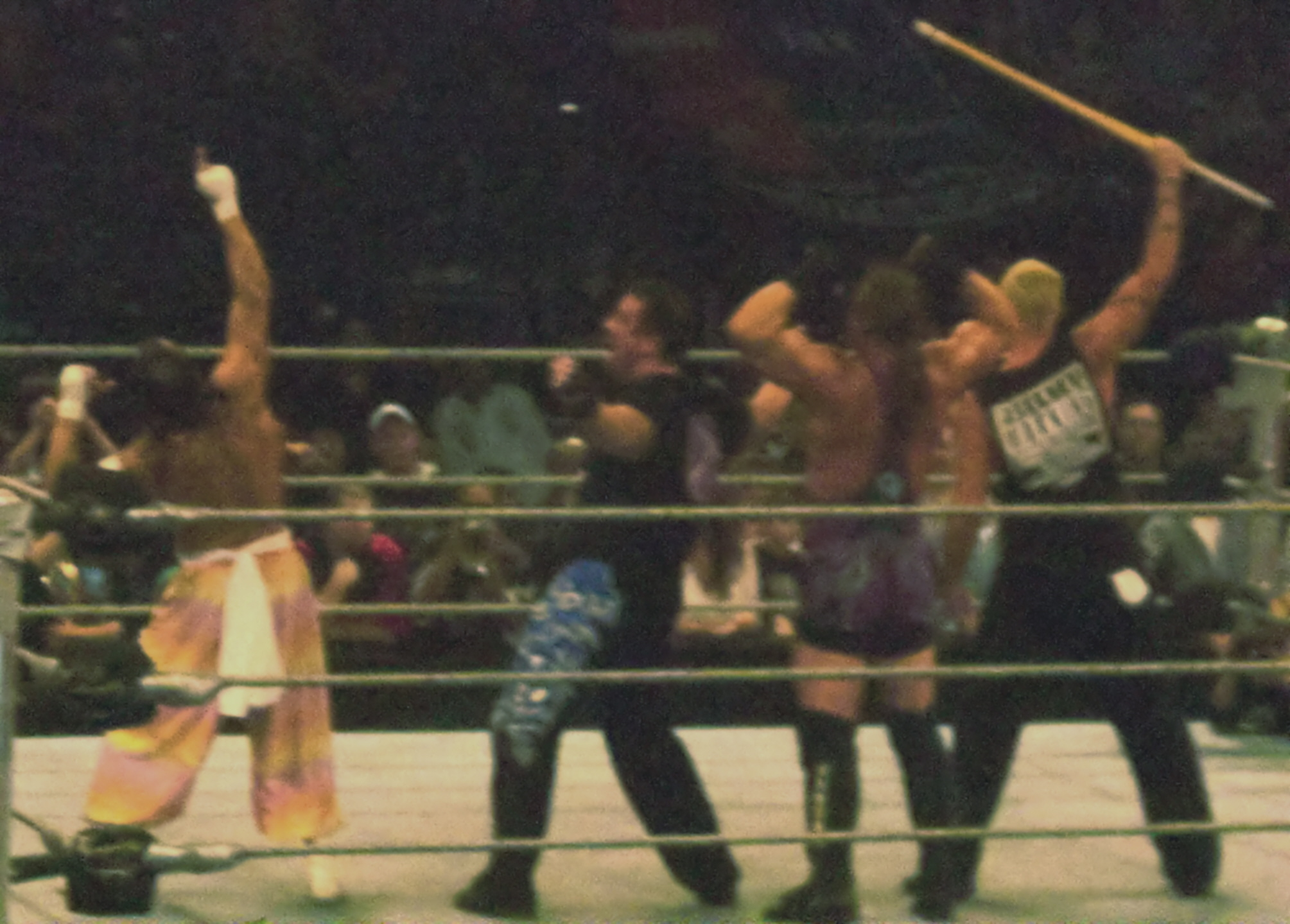
ECWオリジナルズ

2007年、ECWオリジナルメンバーによるユニット、ECWオリジナルズとしてニュー・ブリードとの抗争を開始。4月1日、Wrestle Mania 23では、トミー・ドリーマー & サブゥー & サンドマンと組んでニュー・ブリード（イライジャ・バーク & ケビン・ソーン & マーキス・コー・ヴァン & マット・ストライカー）と8人制タッグマッチを行い勝利した。その後は、ビンス・マクマホンに奪われたECW王座のベルトを奪還しようとする動きは見られるが、それほど目立った活躍ができなかった。6月30日、契約満了に伴い更新を行わずWWEを退団。退団後、燃え尽きたと宣言。
12月10日、RAW15周年特別番組に登場。サンティーノ・マレラと対戦してファイブスター・フロッグスプラッシュを決めて、勝利した。

### インディー団体
2008年、ポルトガルの団体であるAPW（Associacao Portuguesa de Wrestling）や元WWEレスラーが多数参戦しているイタリアの団体であるNWE（New Wrestling Entertainment）などヨーロッパのインディー団体に参戦。NWEではオーランド・ジョーダンとシングルマッチやキシ（リキシ）とタッグを組んで試合を行った。
8月15日にはIGFに参戦するため来日。GENOME6へ出場し、ネクロ・ブッチャー、ケンドー・カシンとの3Wayマッチを行い勝利した。
2009年1月29日、WWEのPPV、Royal Rumble 2009にて一夜限りの電撃参戦を果たし、ロイヤルランブルマッチに25番目で登場するもクリス・ジェリコに落とされて敗退した。
3月よりAWR（American Wrestling Rampage）に参戦し、ヨーロッパツアーに帯同。レネ・デュプリとAWRノーリミッツ王座を巡って抗争、サブゥーとのハードコアマッチ展開した。11月には再びAWRに参戦し、レネ・デュプリとAWRヘビー級王座を争った。

### TNA
2010年3月、TNAと契約を交わして入団。同月8日、iMPACT!に初登場し、スティングと対戦して秒殺勝利した。しかし、試合終了後にスティングからバットで殴打された。3月22日、TNA世界ヘビー級王座を巡ってジェフ・ハーディーと短期的ながら共闘。4月5日、ジェームズ・ストームから因縁をつけられて対戦するが勝利し、4月18日にはPPVであるLockdown 2010でスティールケージマッチで再戦を行うも返り討ちにしてみせた。
4月19日、TNA世界ヘビー級王座挑戦者決定戦にてジェフ・ハーディーと対戦して勝利し、挑戦権を得た。同日にTNA世界ヘビー級王座を保持するAJスタイルズに挑戦して勝利し、ベルトを奪取してみせた。王座戴冠後、長期政権を築き、10月10日にジェフ・ハーディーに敗れて王座陥落するまで守り続け、また、7月よりECWオリジナルメンバーで結集されたユニットであるEV 2.0（Extreme, Version 2.0）の中心として活躍した。
2011年1月4日、当時TNAと提携していた新日本プロレスに初参戦する事になり、年間最大のイベントであるレッスルキングダムV in 東京ドームに出場。矢野通とハードコアマッチを行い、最後にはファイブスター・フロッグスプラッシュを決めて勝利した。
1月9日、PPVであるGenesis 2011にて移籍してきたマット・ハーディーと対戦して敗戦し、抗争へと展開するかと思われたが、マット・ハーディーのコンディショニング不足により試合巧者のロブ・ヴァン・ダムでさえも試合を成立できない事からわずか一ヶ月で終了となった。以降、スティングとミスター・アンダーソンとTNA世界ヘビー級王座を巡って抗争するもベルトを奪取するに至らなかった。
6月18日、メキシコのメジャー団体であるAAAの年間最大イベントであるTripleMania XIXにTNAからの刺客として初参戦し、AAAラテンアメリカン王座を保持するドクトル・ワグナー・ジュニアに挑戦するも敗戦した。
10月16日、年間最大のPPVであるBound for Glory 2011にてECW時代の盟友であるジェリー・リンと対戦して勝利し、試合後にはお互いを認め合った。
2012年、再びTNA世界ヘビー級王座戦線に乗り込み、ジェフ・ハーディーとミスター・アンダーソンと挑戦者争いに競り勝ってTNA世界ヘビー級王者であるボビー・ルードに挑戦するもベルトを奪取するに至らなかった。
10月14日、PPVであるBound for Glory 2012にてTNA Xディヴィジョン王座を保持するジーマ・アイオンに挑戦して勝利し、ベルトを奪取した。以降、Xディヴィジョン王座を長期保持するもコンディショニング不足に陥り、2013年2月28日にケニー・キングに奪われた。3月にTNAとの契約が満了し、契約を延長する意思はないとして退団となった。

### WWE復帰
2013年、TNA退団後、FWE（Family Wrestling Entertainment ）やBTW（Big Time Wrestling）、2CW（Squared Circle Wrestling）にスポット参戦。そして6月16日、WWEのPPVであるPayback 2013にて復帰する事が発表された。7月14日、PPVであるMoney in the Bank 2013にてメインイベントであるマネー・イン・ザ・バンク・ラダーマッチに出場し、コンディショニングも万全である事を観客にアピールするがアタッシュケースを手に入れる事ができなかった。
翌15日のRAWではクリス・ジェリコとベテラン同士のシングルマッチを行い勝利した。8月5日、RAWにてアルベルト・デル・リオに裏切られたリカルド・ロドリゲスを専属リングアナウンサーとして雇い、アルベルト・デル・リオと対戦して勝利した。12日のRAWではUS王座挑戦権争奪20人バトルロイヤルに出場して優勝し、挑戦権を獲得するも王者であるディーン・アンブローズに数度挑戦するも仲間であるザ・シールド（セス・ロリンズ & ロマン・レインズ）の介入に邪魔されベルトを奪取するに至らなかった。
9月15日、PPVであるNight of Champions 2013では再びアルベルト・デル・リオと対峙。世界ヘビー級王座を賭けて対戦する事になり、再びリカルド・ロドリゲスをリングアナウンサーとして呼び寄せるも逆効果となり、敗戦した。
10月6日、PPVであるBattleground 2013にてアルベルト・デル・リオにリベンジマッチとして得意とするバトルグラウンド・ハードコア・ルールを用いて対戦するがベルトを奪取するに至らなかった。Battleground 2013後、契約として設けられている90日間の休養を行使。ギミック上ではデル・リオとの対戦にて精神的なダメージを受けた為の休養と発表された。
2014年4月7日、RAWにて復帰。ダミアン・サンドウと対戦して勝利した。14日より開始されたIC王座挑戦者争奪トーナメントにエントリーし、決勝まで進出。28日のRAWにてバッド・ニュース・バレットと対戦するも敗戦し、挑戦権を逃した。5月よりポール・ヘイマン & セザーロと長期抗争へと展開した。

### 2022年
6月12日、CyberFight Festival 2022に参戦。小川良成、HAYATAとのタッグで清宮海斗、原田大輔、YO-HEYと対戦し勝利した。7月16日のプロレスリング・ノア日本武道館大会では、田中将斗とのタッグでNOSAWA論外、スペル・クレイジーとハードコアマッチを戦った。

## 得意技

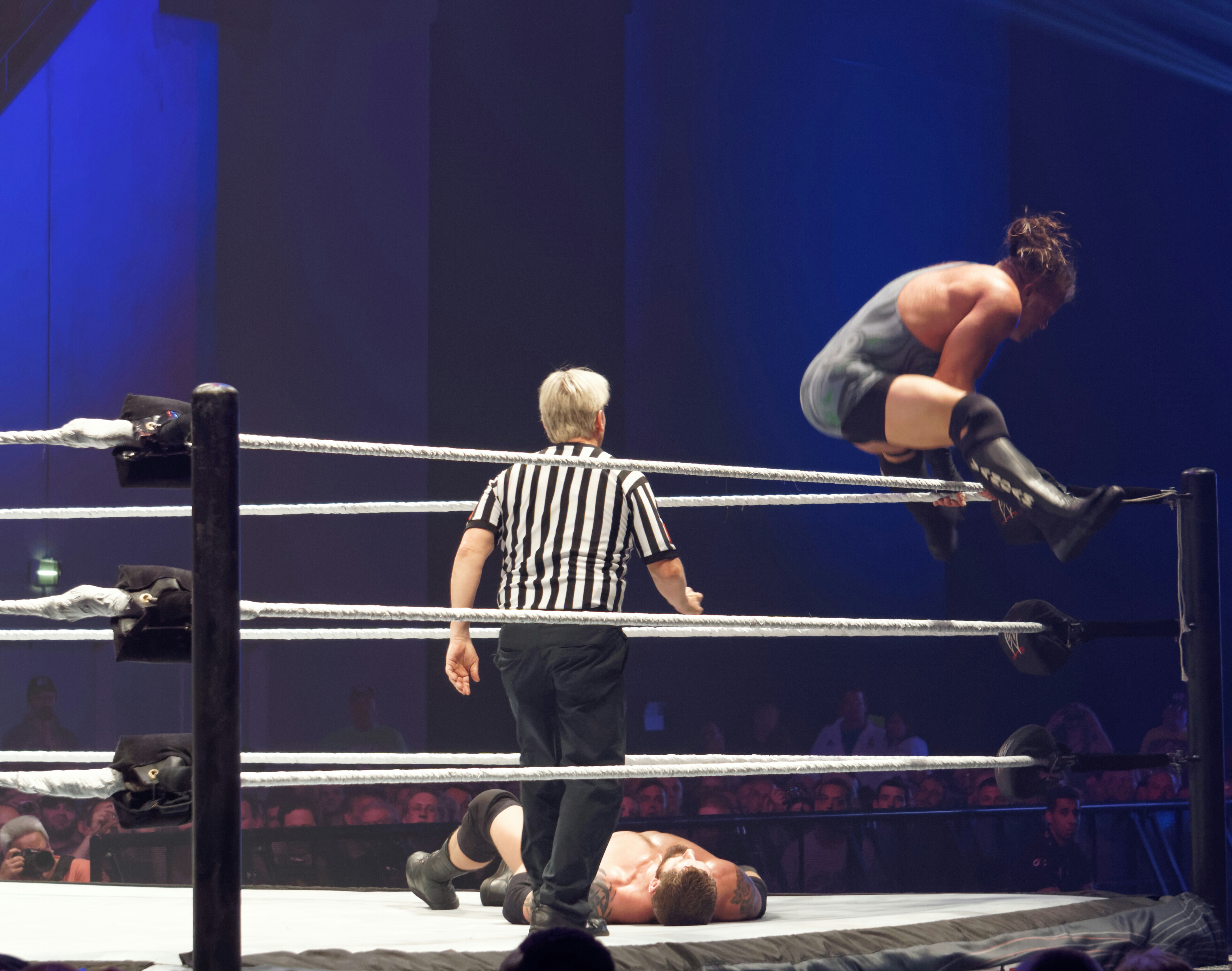
ハリウッドスタープレス

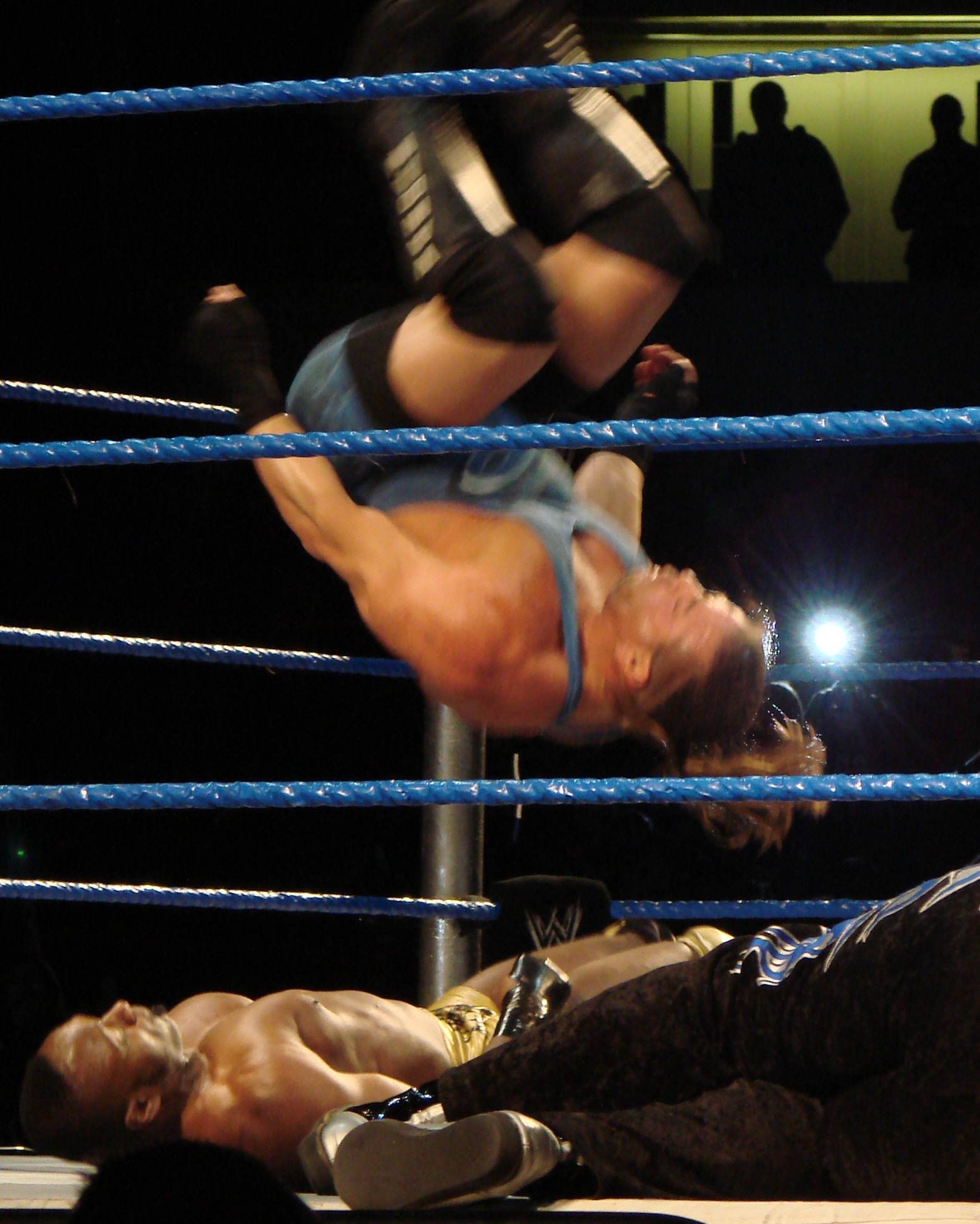
ローリングサンダー

### フィニッシュ・ホールド

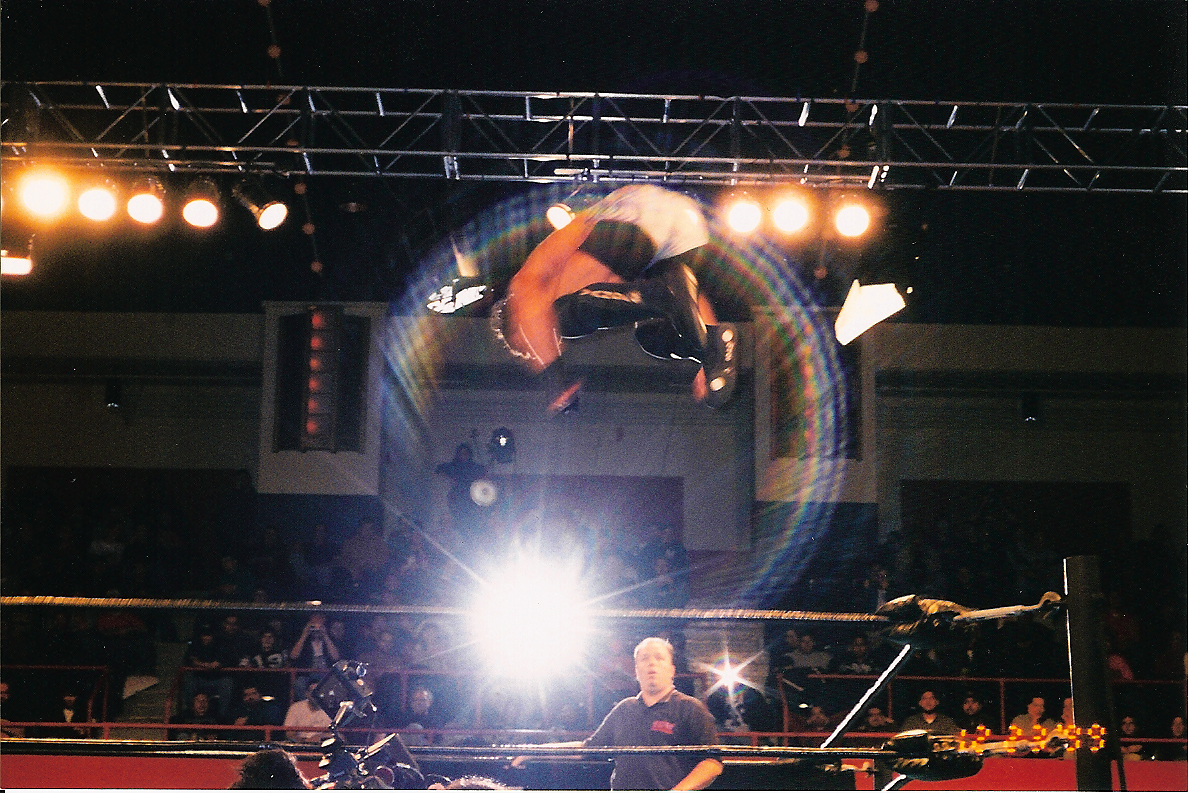
ファイブスター・フロッグ・スプラッシュ
屈伸してのフライング・ボディ・プレス。「5つ星」の名を冠するにふさわしい高さと飛距離を見せる。RVDの場合はリング内から一気にトップロープに飛び乗り思いっきり屈伸して相手に落ちるので強烈。落ちた後は強大な威力からくる反動が自分にきたことをアピールして、必ず腹部を痛がるが最近はわざとそういう動作をしていたらしい。一時期同じフロッグスプラッシュを必殺技にしているエディ・ゲレロと抗争をしたことがあるがSD!移籍後にフロッグスプラッシュの共演を果たした。
ヴァン・ダミネーター
コーナーにダウン状態で座っている、相手の顔面にイス又は、ゴミ箱を固定してから放つスワンダイブ式の串刺し式ドロップキック又は、相手にイスを持たせてローリング・ソバットを打ち込みイスごと相手の顔面を蹴り飛ばす。2種類を使用。
ローリング・サンダー
ロープで反動をつけて前方回転してからのサンセット・フリップ。
相手がダウンしてる状態で自らロープで反動をつけて前方回転してからのサンセット・フリップの形で相手の腹に目掛けて決める技。又は、相手の腹にイスやラダーを乗せたまま決行するバージョンも使用する。

### 飛び技
ハリウッドスター・プレス
開脚してのムーンサルトプレス。WWF時代ではフィニッシャーとしても使われていたが、上層部より、見た目のインパクトが少ないとのことで他の技をフィニッシュ技にしろと言われてからは、フィニッシュには使用していない。
コースト・トゥ・コースト
コーナー・トゥ・コーナー式ヴァン・ダミネーター。
コーナーに相手が長座状態でダウンさせておき（顔に椅子やゴミ箱を置く）、そしてもう片方のコーナーからミサイルキックを放つ。後にシェイン・マクマホンがカバー。

### 合体技
ステレオ式ダイビング・レッグ・ドロップ（with サブゥー）
バックドロップの体勢でサブゥーを抱え上げ、2人同時に4本の足を相手に落とす合体技。後にレイ・ミステリオとタッグ王座を取得したときなども披露している。

### 打撃技
エルボー
各種キック
ローキック、ミドルキック、ハイキック、ローリング・ソバット、かかと落とし
空手で習得、柔軟な身体を駆使し、蹴り技を自在に操る。

## タイトル歴
TNA
- TNA世界ヘビー級王座 : 1回
- TNA Xディヴィジョン王座 : 1回

WWF / WWE
- WWE王座 : 1回
- ECW王座 : 1回
- WWE IC王座 : 6回
- WWEハードコア王座 : 4回
- WWEヨーロピアン王座 : 1回

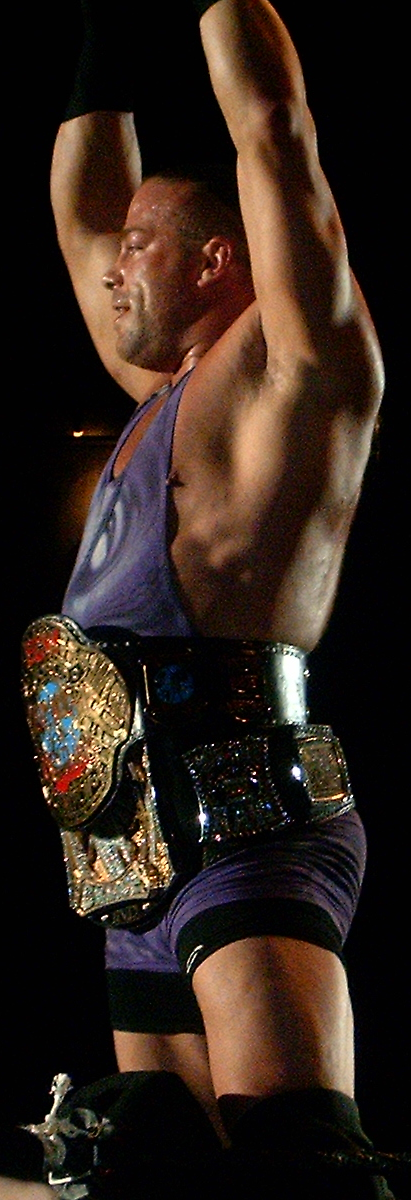
WWE王座&ECW王座二冠王座

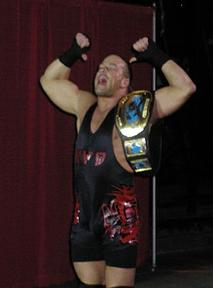
WWE IC王座

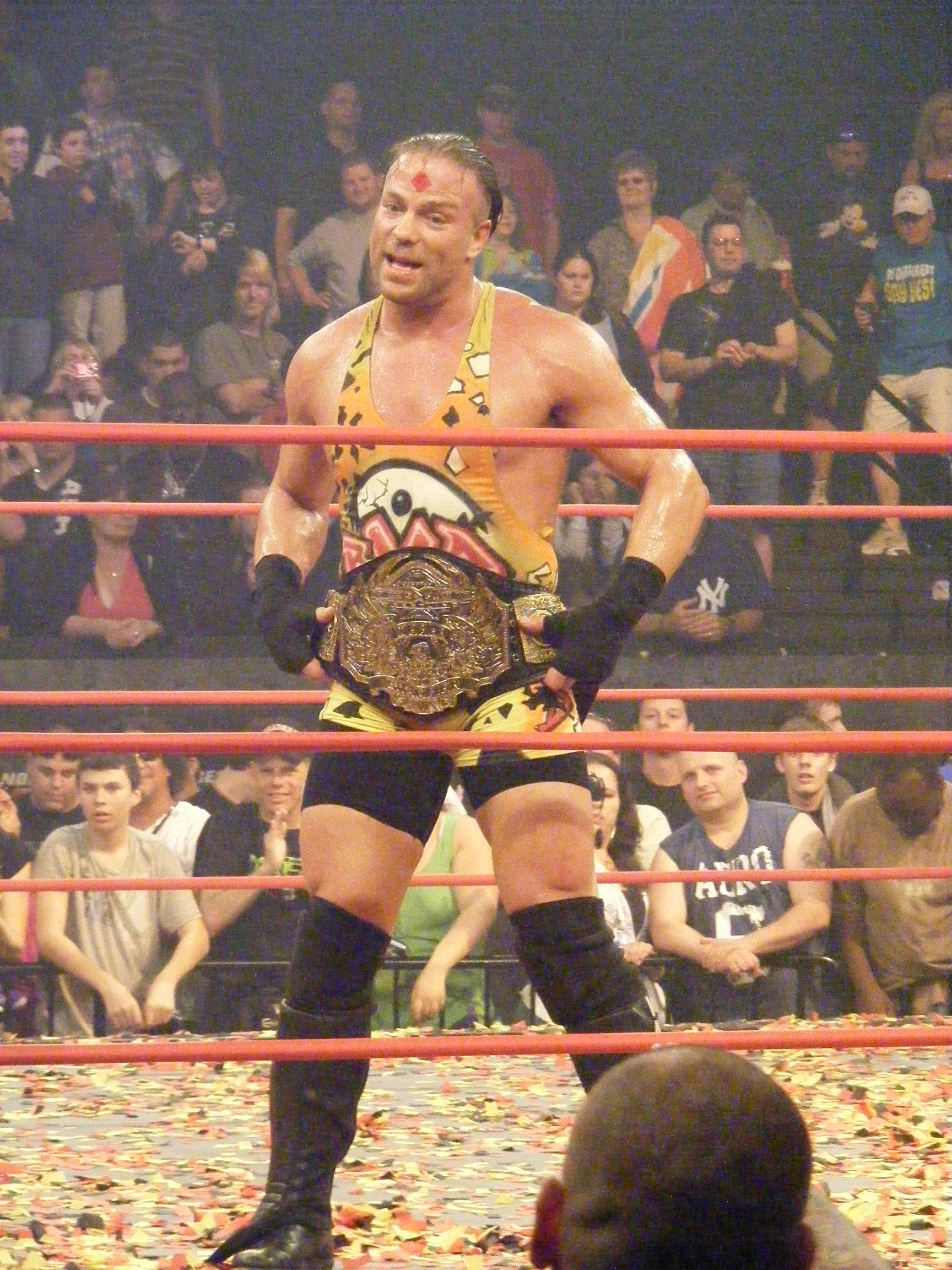
TNA世界ヘビー級王座

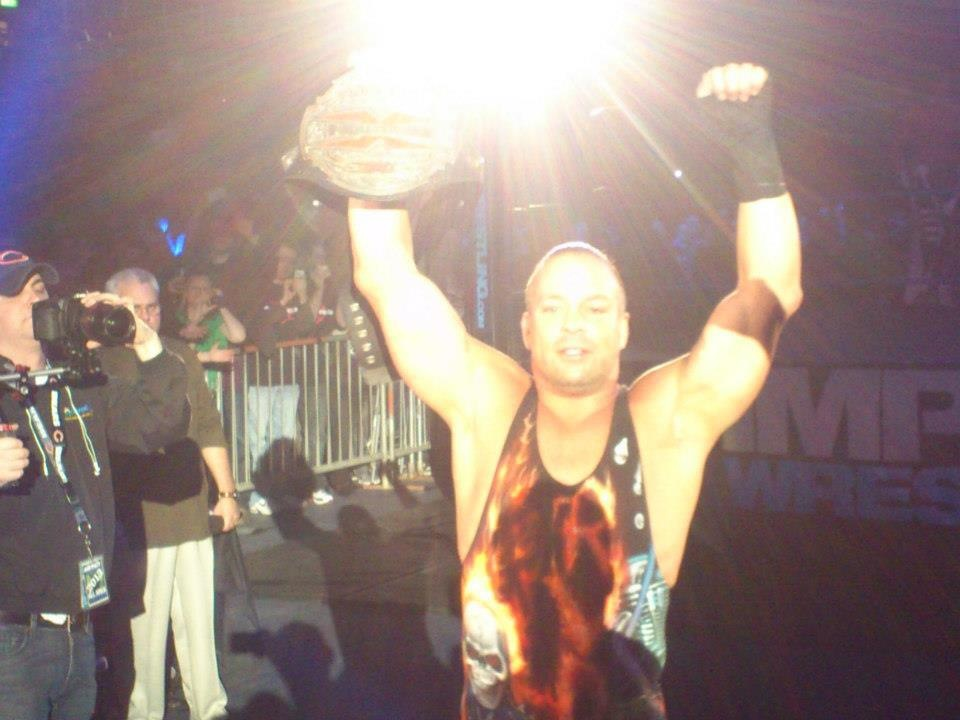
TNA Xディヴィジョン王座

- WWE世界タッグ王座 : 2回（w / ケイン、ブッカー・T）
- WWEタッグ王座 : 1回（w / レイ・ミステリオ）
- Mr・マネー・イン・ザ・バンク（2006年）
- グランドスラム達成（2006年）
- WWE殿堂（2021年）

ECW
- ECW世界TV王座 : 1回
- ECW世界タッグ王座 : 2回（w / サブゥー）

その他
- SAPWタッグ王座 : 1回（w / チャズ・ロッコ）
- NWCタッグ王座 : 1回（w / ボブ・ブラッドリー）
- ASW北米ヘビー級王座 : 1回
- PSWコーディールシティヘビー級王座 : 2回
- IWF TV王座 : 1回
- AWRヘビー級王座 : 1回
- AWRノーリミッツ王座 : 1回
- WSR世界王座 : 1回

## 入場曲
- One Of A Kind（Breaking Point）
  - 現在使用中。
- The Whole F'N Show!
  - TNA移籍後に使用している曲。2010年12月末までは歌詞に"Fucking"が使われていた物だったが、2011年に入ってすぐに"Fucking"の部分を意味合いが似ている"Effing"に差し替えられたものにしている。また、この曲では歌詞の随所に"Rob Van Dam"が使われており、観客が曲に合わせて彼のアピールモーションを行うのが定番である。
- The Whole Dam Show
  - WWF（後のWWE）移籍後の曲
- Walk（Pantera）
  - ECW時代使用。
- This is Extreme
- Wail
- Poundcake
- Scoop It Up

## 出演

### 映画
| 公開年 | 邦題 原題                                      | 役名       | 備考             |
| ------ | ---------------------------------------------- | ---------- | ---------------- |
| 2001   | ブラックマスク2 BLACK MASK 2: CITY OF MASKS    | クロー     |                  |
| 2010   | 奪還 WRONG SIDE OF TOWN                        | ボビー     |                  |
| 2015   | トリプルヘッド・ジョーズ 3 HEADED SHARK ATTACK | スタンリー | オリジナルビデオ |

## その他
- デビュー当初は裸足で試合を行っていたが、全日本プロレス参戦時にジャイアント馬場からシューズを履いたほうが良いとアドバイスされ、それ以降シューズを履いて試合をしている。
- 映画やテレビ番組に多数出演しており、ドラマ『Xファイル』では覆面レスラー役で出演している。
- WWE時代の入場テーマ、One Of A Kind（ブレーキング・ポイント）のPVにも出演している。
- カリフォルニア州オレンジカントリーに、自身が経営する漫画ショップRVD's 5 Star Comicsが存在した（2006年に店舗は閉鎖。現在ネット通販のみ扱っているようである）。
- 2005年3月25日に、WWE、ECW時代を中心に自身のプロレスでのキャリアがDVD化された。
- 「ロブの妻は性格不良」という噂が流れていた時期があり、ディセンバー・トゥ・ディスメンバーでのチェンバー戦ではロブが負けた際に中指を立てたり、TNAチャントを始めた、とのゴシップが流出した。
- 柔軟性が非常に高く、プロモ映像や試合中の開脚リープ・フロッグでもそれが窺える。